# Колчановское сельское поселение
Колча́новское се́льское поселе́ние — муниципальное образование в составе Волховского района Ленинградской области. Административный центр — село Колчаново.

## Географические данные
Расположено в восточной части района. 
По территории поселения проходят автодороги:
- А114 (Вологда — Новая Ладога)
- 41К-056 (Сясьстрой — Колчаново — Усадище)
- 41К-061 (Колчаново — Бор)
- 41К-062 (Куколь — Бор)
- 41К-197 (Колчаново — Сясьстрой)
- 41К-389 (подъезд к дер. Вымово)
- 41К-390 (Колчаново — Пенчино)
- 41К-398 (Усадище — Тихомировщина)

Расстояние от административного центра поселения до районного центра — 45 км.
Площадь поселения составляет 479,5 км².

## История
В марте 1918 года центр Хамонтовской волости Новоладожского уезда перенесён в село Колчаново, а волость переименована в Колчановскую. В августе 1927 года Колчановская волость была упразднена, все сельсоветы вошли в состав вновь образованного Волховского района Ленинградской области. В ноябре 1928 года Будаевщинский, Хамонтовский и Яхновский сельсоветы были объединены в Колчановский сельсовет. С 20 марта 1946 по 1 февраля 1963 года сельсовет входил в состав Новоладожского района. 16 июня 1954 года к Колчановскому сельсовету был присоединён Ежевский сельсовет.
18 января 1994 года постановлением главы администрации Ленинградской области № 10 «Об изменениях административно-территориального устройства районов Ленинградской области» Колчановский сельсовет, так же, как и все другие сельсоветы области, преобразован в Колчановскую волость.
1 января 2006 года в соответствии с областным законом № 56-оз от 6 сентября 2004 года «Об установлении границ и наделении соответствующим статусом муниципального образования Волховский муниципальный район и муниципальных образований в его составе» образовано Колчановское сельское поселение, в которое вошла территория бывшей Колчановской волости.

## Демография
| 2006  | 2010  | 2011  | 2012  | 2013  | 2014  | 2015  |
| ----- | ----- | ----- | ----- | ----- | ----- | ----- |
| 3200  | ↘3193 | ↘3186 | ↗3191 | ↘3117 | ↘3097 | ↘3000 |
| 2016  | 2017  | 2018  | 2019  | 2020  | 2021  | 2023  |
| ↘2952 | ↘2888 | ↘2823 | ↘2744 | ↘2629 | ↗2763 | ↘2709 |
| 2024  | 2025  |       |       |       |       |       |
| ↘2695 | ↘2691 |       |       |       |       |       |

## Состав сельского поселения
В состав поселения входит 25 населённых пунктов:
| №  | Населённый пункт | Тип населённого пункта       | Население    |
| -- | ---------------- | ---------------------------- | ------------ |
| 1  | Андреевщина      | деревня                      | ↗10 (2017)   |
| 2  | Бор              | деревня                      | ↗3 (2017)    |
| 3  | Будаевщина       | деревня                      | ↘0 (2017)    |
| 4  | Великое Село     | деревня                      | ↘34 (2017)   |
| 5  | Вымово           | деревня                      | ↗1 (2017)    |
| 6  | Георгиевская     | посёлок при станции          | →0 (2017)    |
| 7  | Дяглево          | деревня                      | ↗16 (2017)   |
| 8  | Ежева            | деревня                      | →14 (2017)   |
| 9  | Каменка          | деревня                      | →0 (2017)    |
| 10 | Кивуя            | деревня                      | ↗15 (2017)   |
| 11 | Колчаново        | село, административный центр | ↘2514 (2017) |
| 12 | Коскеницы        | деревня                      | ↘32 (2017)   |
| 13 | Кумин Бор        | деревня                      | ↘9 (2017)    |
| 14 | Морозово         | деревня                      | ↘1 (2017)    |
| 15 | Нивы             | деревня                      | →0 (2017)    |
| 16 | Пенчино          | деревня                      | ↗15 (2017)   |
| 17 | Посадница        | деревня                      | ↘87 (2017)   |
| 18 | Реброво          | деревня                      | ↘58 (2017)   |
| 19 | Сватковщина      | деревня                      | ↗8 (2017)    |
| 20 | Страшево         | деревня                      | →2 (2017)    |
| 21 | Тихомировщина    | деревня                      | ↗12 (2017)   |
| 22 | Усадище          | деревня                      | ↘78 (2017)   |
| 23 | Хамонтово        | деревня                      | ↘26 (2017)   |
| 24 | Яхново           | деревня                      | ↘38 (2017)   |
| 25 | Яхновщина        | деревня                      | ↘16 (2017)   |